# Fuchsina arida
Fuchsina arida es una especie de coleóptero de la familia Latridiidae.

## Distribución geográfica
Habita en California (Estados Unidos).